# Klemm Kl 26
Il Klemm L 26, ridesignato successivamente dal Reichsluftfahrtministerium (RLM) Kl 26, era un monomotore da turismo e da addestramento biposto ad ala bassa a sbalzo, prodotto dall'azienda tedesca Leichtflugzeugbau Klemm GmbH tra i tardi anni venti e gli anni trenta.
Derivato dal precedente L 25, venne anch'esso destinato al mercato dell'aviazione generale, ed utilizzato, oltre che da utenti civili, nelle scuole di volo della Luftwaffe durante il periodo prebellico.

## Storia del progetto
Il successo sul mercato ottenuto con l'L 25 del 1928 indusse Hanns Klemm, proprietario dell'azienda aeronautica che portava il suo nome, ad affidarne nuovamente lo sviluppo al suo progettista Robert Lusser al fine di ricavarne un modello dalle migliori prestazioni generali. Lusser apportò modifiche minori lasciando quasi del tutto inalterata la cellula e rinforzata solo per la necessità di utilizzare gruppi motoelica dalla maggior potenza.
Il prototipo venne portato in volo con successo nel corso dello stesso anno ed avviato alla produzione in serie nel 1929, produzione che si protrasse fino al 1936 quando venne sospesa attestandosi ad un totale di 170 esemplari.
Pur mantenendo negli anni un aspetto fondamentalmente identico, nelle sue numerose versioni venne dotato di diverse tipologie di motori sia radiali che in linea, tutti accoppiati ad un'elica bipala.

## Tecnica
Il Kl 26 era un velivolo dall'aspetto convenzionale, basato sul precedente L 25 e del quale manteneva le caratteristiche salienti: monomotore monoplano a carrello fisso.
La fusoliera, realizzata in legno con rivestimento di pannelli in compensato, era caratterizzata dalla presenza di due abitacoli aperti in tandem e protetti da un parabrezza. Alcune versioni adottarono in seguito diverse configurazioni, la L 26 III modificata nella fusoliera per accogliere un tettuccio vetrato chiuso. Posteriormente terminava in un impennaggio classico monoderiva con piani orizzontali montati a sbalzo.
La configurazione alare era monoplana, con ala montata bassa sulla fusoliera, realizzata con una parte centrale alla quale erano poi collegate le due semiali.
Il carrello d'atterraggio era un semplice biciclo fisso, collegato alla parte inferiore della fusoliera tramite una struttura tubolare ammortizzata ed integrato posteriormente da un pattino d'appoggio anch'esso ammortizzato.

## Impiego operativo
L' L 26, al pari del suo predecessore, cominciò ad essere utilizzato da piloti privati nelle competizioni aeree del periodo destinate a velivoli di quella categoria. Il successo di maggior rilievo a livello internazionale si ebbe quando, ai comandi del pilota Oskar Dinort, riuscì a conquistare il primo posto in occasione dell'edizione del 1931 del Deutschlandflug.
Inoltre è stato protagonista di numerosi voli da record ai comandi di Ernst Udet ed Elly Beinhorn.